# Лаурино
Лаурино је насеље у Италији у округу Салерно, региону Кампанија.
Према процени из 2011. у насељу је живело 1056 становника. Насеље се налази на надморској висини од 503 м.

## Становништво
| 1951. | 1961. | 1971. | 1981. | 1991. | 2001. | 2011. |
| ----- | ----- | ----- | ----- | ----- | ----- | ----- |
| 3.140 | 3.173 | 2.912 | 2.509 | 2.252 | 1.950 | 1.708 |